# Lliga de Campions Femenina de la UEFA 2021-22
La Lliga de Campions Femenina de la UEFA és la 21a edició del campionat europeu de futbol femení de clubs organitzat per la UEFA, i la 13a edició des que es va reanomenar Lliga de Campions Femenina de la UEFA. És la primera edició que compta amb una fase de grups de 16 equips.
L'Olympique de Lió es va proclamar campió d'Europa per vuitena vegada en la final disputada al Juventus Stadium de Torí, Itàlia, i es classificaran automàticament per a la fase de grups de la Lliga de Campions Femenina de la UEFA 2022-23.
L'àrbitre assistent de vídeo (VAR), que abans només es desplegava per a la final, es va usar per a tots els partits de la fase d'eliminatòries.
El 24 de juny de 2021, la UEFA va aprovar la proposta d'abolir la regla dels gols en camp contrari en totes les competicions de clubs de la UEFA, que s'utilitzava des de 1965. Per tant, si en un empat a doble partit, dos equips marquen el mateix nombre de gols totals, el guanyador de l'empat no es decidirà pel nombre de gols marcats com a visitant per cada equip, sinó sempre per 30 minuts de pròrroga, i si els dos equips marquen la mateixa quantitat de gols en la pròrroga, el guanyador es decidirà mitjançant una tanda de penals.
El FC Barcelona hi va jugar com a vigent campió.

## Assignació d'equips de l'associació
El rànquing d'associacions basat en els coeficients de països femenins de la UEFA s'utilitza per determinar el nombre d'equips participants per a cada associació:
- Les associacions 1–6 tenen cadascuna tres equips classificats.
- Les associacions 7-16 tenen dos equips classificats cadascuna.
- Totes les altres associacions, si s'han inscrit, cadascuna té un equip classificat.
- Les guanyadores de la Lliga de Campions Femenina de la UEFA 2020-21 reben una inscripció addicional si no es classifiquen per a la Lliga de Campions 2021-22 a través de la seva lliga nacional. No obstant, les defensores del títol s'han classificat com campiones de la seva lliga nacional, el que significa que l'entrada addicional no és necessària per a aquesta temporada.

Una associació ha de tenir una lliga domèstica femenina d'onze per incloure un equip. A partir del 2019-20, 52 de les 55 associacions membres de la UEFA organitzen una lliga nacional femenina, amb les excepcions d'Andorra, Liechtenstein i San Marino.

### Rànquing de les associacions
Per a la Lliga de Campions Femenina 2021-22, a les associacions se les assignen places d'acord amb els seus coeficients UEFA 2020, que té en compte el seu rendiment a les competicions europees de 2015-16 a 2019-20.
| Pos. | Associació    | Coef.  | Equips |
| ---- | ------------- | ------ | ------ |
| 1    | França        | 96.000 | 3      |
| 2    | Alemanya      | 73.000 | 3      |
| 3    | Espanya       | 58.000 | 3      |
| 4    | Anglaterra    | 56.500 | 3      |
| 5    | Suècia        | 45.500 | 3      |
| 6    | Txèquia       | 40.500 | 3      |
| 7    | Dinamarca     | 34.500 | 2      |
| 8    | Països Baixos | 33.000 | 2      |
| 9    | Itàlia        | 30.500 | 2      |
| 10   | Kazakhstan    | 29.000 | 2      |
| 11   | Noruega       | 27.500 | 2      |
| 12   | Islàndia      | 26.000 | 2      |
| 13   | Suïssa        | 24.000 | 2      |
| 14   | Escòcia       | 23.000 | 2      |
| 15   | Rússia        | 22.500 | 2      |
| 16   | Belarús       | 19.000 | 2      |
| 17   | Xipre         | 16.000 | 1      |
| 18   | Sèrbia        | 15.500 | 1      |
| 19   | Àustria       | 15.000 | 1      |

| Pos. | Associació           | Coef.  | Equips |
| ---- | -------------------- | ------ | ------ |
| 20   | Lituània             | 14.500 | 1      |
| 21   | Polònia              | 14.500 | 1      |
| 22   | Bèlgica              | 12.500 | 1      |
| 23   | Portugal             | 12.000 | 1      |
| 24   | Bòsnia i Hercegovina | 12.000 | 1      |
| 25   | Romania              | 11.000 | 1      |
| 26   | Finlàndia            | 10.500 | 1      |
| 27   | Ucraïna              | 10.000 | 1      |
| 28   | Grècia               | 9.500  | 1      |
| 29   | Hongria              | 9.000  | 1      |
| 30   | Turquia              | 7.500  | 1      |
| 31   | Irlanda              | 7.500  | 1      |
| 32   | Albània              | 7.000  | 1      |
| 33   | Croàcia              | 7.000  | 1      |
| 34   | Eslovènia            | 6.000  | 1      |
| 35   | Israel               | 5.000  | 1      |
| 36   | Estònia              | 4.500  | 1      |
| 37   | Bulgària             | 4.500  | 1      |

| Pos. | Associació       | Coeff. | Equips |
| ---- | ---------------- | ------ | ------ |
| 38   | Kosovo           | 4.000  | 1      |
| 39   | Eslovàquia       | 4.000  | 1      |
| 40   | Gal·les          | 3.500  | 1      |
| 41   | Montenegro       | 3.000  | 1      |
| 42   | Illes Fèroe      | 2.500  | 1      |
| 43   | Irlanda del Nord | 2.000  | 1      |
| 44   | Malta            | 1.000  | 1      |
| 45   | Letònia          | 1.000  | 1      |
| 46   | Moldàvia         | 0.500  | 1      |
| 47   | Macedònia        | 0.000  | 1      |
| 48   | Geòrgia          | 0.000  | 1      |
| 49   | Luxemburg        | 0.000  | 1      |
| 50   | Armènia          | 0.000  | 1      |
| NR   | Azerbaidjan      | —      | NE     |
| NR   | Gibraltar        | —      | NE     |
| NR   | Andorra          | —      | NL     |
| NR   | Liechtenstein    | —      | NL     |
| NR   | San Marino       | —      | NL     |

Notes
- NE – No va entrar
- NL – No hi ha lliga nacional femenina

### Distribució
A diferència de la Lliga de Campions masculina, no totes les associacions presentaven un equip, per la qual cosa no es va poder determinar el nombre exacte d'equips inscrits a cada ronda fins que no es conegués la llista completa d'inscrits. Si hi hagués més de 47 equips a la classificació del Camí de Campions, les campiones de les associacions de menys classificació s'haurien jugat una ronda preliminar de partits a doble partit a casa i a fora. Per exemple, si les defensores del títol no s'haguessin classificat per a la fase de grups a través de la posició de lliga i les 52 associacions amb una lliga nacional femenina presentessin un equip, les campiones de les associacions 49–52 entrarien a la ronda preliminar. No obstant, només hi van entrar 50 associacions i es va saltar aquesta ronda.
A continuació es mostra la llista d'accés per aquesta temporada. Com que les defensores del títol de la Lliga de Campions, el Barcelona, tenien una plaça garantida a la fase de grups de la Lliga de Campions, ja es classificaven a través de la seva lliga nacional, es van fer els següents canvis a la llista d'accés:
- El campió de l'associació 4 (Anglaterra) va entrar a la fase de grups en lloc de la ronda 2.
- El campió de l'associació 7 (Dinamarca) va entrar a la ronda 2 en lloc de la ronda 1.
- El campió de l'associació 49 (Luxemburg) i 50 (Armènia) va entrar a la ronda 1 en lloc de la ronda preliminar, que es va saltar.

|                              | Camí                         | Equips que participen en aquesta ronda                                                | Equips que passen a la ronda anterior                                                         |
| ---------------------------- | ---------------------------- | ------------------------------------------------------------------------------------- | --------------------------------------------------------------------------------------------- |
| Ronda 1 (Mini-torneig)       | Camí de Campions (43 equips) | - 43 campions de les associacions 8–50                                                |                                                                                               |
| Ronda 1 (Mini-torneig)       | Camí de la Lliga (16 equips) | - 6 tercers classificats de les associacions 1–6 - 10 subcampions d'associacions 7-16 |                                                                                               |
| Ronda 2                      | Camí de Campions (14 equips) | - 3 campions de les associacions 5–7                                                  | - 11 guanyadors de la ronda 1 (Champions Path)                                                |
| Ronda 2                      | Camí de la Lliga (10 equips) | - 6 subcampions de les associacions 1–6                                               | - 4 guanyadors de la ronda 1 (Camí de la Lliga)                                               |
| Fase de grups (16 equips)    | Fase de grups (16 equips)    | - 4 campions de les associacions 1–4 (inclòs el defensor del títol, el Barcelona)     | - 7 guanyadors de la ronda 2 (Champions Path) - 5 guanyadors de la ronda 2 (Camí de la Lliga) |
| Fase eliminatòria (8 equips) | Fase eliminatòria (8 equips) |                                                                                       | - 4 guanyadors de la fase de grups - 4 subcampions de grup de fase de grups                   |

### Equips
Les etiquetes entre parèntesis mostren com es va classificar cada equip per al lloc de la seva ronda inicial:
- DT: Defensores del títol
- 1r, 2n, 3r: Posicions de lliga de la temporada anterior
- Abd-: Posicions de la Lliga de temporada abandonada per la pandèmia de la COVID-19 segons determina l'associació nacional; tots els equips estan subjectes a l'aprovació de la UEFA segons les directrius per a l'entrada a competicions europees en resposta a la pandèmia de la COVID-19[11]

Les dues rondes classificatòries, ronda 1 i ronda 2, es divideixen en Ruta de Campions (CP) i Ruta de Lliga (LP).
CC: Coeficients de clubs femenins de la UEFA 2021.
| Ronda d'ingrés    | Ronda d'ingrés | Equips                    | Equips                   | Equips                   | Equips                     |
| ----------------- | -------------- | ------------------------- | ------------------------ | ------------------------ | -------------------------- |
| Etapa de grup     | Etapa de grup  | BarcelonaDT (1r)          | Paris Saint-Germain (1r) | Bayern de Múnic (1r)     | Chelsea (1r)               |
|                   |                |                           |                          |                          |                            |
| Etapa de 2ª ronda | CP             | BK Häcken (1r)            | Sparta Praga (1r)        | Køge (1r)                |                            |
| Etapa de 2ª ronda | LP             | Lyon (2n)                 | VfL Wolfsburg (2n)       | Reial Madrid (2n)        | Manchester City (2n)       |
| Etapa de 2ª ronda | LP             | Rosengård (2n)            | Slavia Praga (2n)        |                          |                            |
|                   |                |                           |                          |                          |                            |
| Etapa de 1ª ronda | CP             | Twente (1r)               | Juventus (1r)            | BIIK Kazygurt (1r)       | Vålerenga (1r)             |
| Etapa de 1ª ronda | CP             | Breiðablik (Abd-1r)       | Servette Chênois (1r)    | Glasgow City (1r)        | CSKA Moscou (1r)           |
| Etapa de 1ª ronda | CP             | Dinamo-BGU Minsk (1r)     | Apollon Limassol (1r)    | Spartak Subotica (1r)    | St. Pölten (1r)            |
| Etapa de 1ª ronda | CP             | Gintra Universitetas (1r) | Czarni Sosnowiec (1r)    | Anderlecht (1r)          | Benfica (1r)               |
| Etapa de 1ª ronda | CP             | SFK 2000 (1r)             | Olimpia Cluj (1st)       | Åland United (1r)        | Zhytlobud-1 Kharkiv (1r)   |
| Etapa de 1ª ronda | CP             | PAOK (1r)                 | Ferencváros (1r)         | Beşiktaş (1r)            | Peamount United (1r)       |
| Etapa de 1ª ronda | CP             | Vllaznia (1r)             | Osijek (1r)              | Pomurje (1r)             | Kiryat Gat (1r)            |
| Etapa de 1ª ronda | CP             | Flora (1r)                | NSA Sofia (1r)           | Mitrovica (1r)           | Slovan Bratislava (Abd-1r) |
| Etapa de 1ª ronda | CP             | Swansea City (1r)         | Breznica Pljevlja (1r)   | KÍ (1r)                  | Glentoran (1r)             |
| Etapa de 1ª ronda | CP             | Birkirkara (Abd-1r)       | Rīgas FS (1r)            | Agarista Anenii Noi (1r) | Kamenica Sasa (1r)         |
| Etapa de 1ª ronda | CP             | Tbilisi Nike (1r)         | Racing FC (1r)           | Hayasa (1r)              |                            |
| Etapa de 1ª ronda | LP             | Bordeaux (3r)             | 1899 Hoffenheim (3r)     | Llevant (3r)             | Arsenal (3r)               |
| Etapa de 1ª ronda | LP             | Kristianstad (3r)         | Slovácko (3r)            | Brøndby IF (2n)          | PSV (2n)                   |
| Etapa de 1ª ronda | LP             | Milan (2n)                | Okzhetpes (2n)           | Rosenborg (2n)           | Valur (Abd-2n)             |
| Etapa de 1ª ronda | LP             | Zürich (2n)               | Celtic (2n)              | Lokomotiv Moscou (2n)    | FC Minsk (2n)              |

Notes
1. 1 2  Islàndia (ISL): La lliga islandesa 2020 va ser abandonada a causa de la pandèmia de la COVID-19 a Islàndia. Els dos primers equips de la lliga en el moment de l'abandonament segons el nombre mitjà de punts per partits jugats per a cada equip, Breiðablik (que es va declarar campió) i el Valur, van ser seleccionats per jugar a la Lliga de Campions de la UEFA 2021–22 per l'Associació de Futbol d'Islàndia, entrant a la ronda 1.[26]
2. ↑  Eslovàquia (SVK): La Primera Divisió Femenina de Futbol d'Eslovènia 2020-21 es va abandonar a causa de la pandèmia de la COVID-19.[53] El millor classificat de la lliga en el moment de l'abandonament, l'Slovan Bratislava, va ser seleccionat per disputar la Lliga de Campions Femenina de la UEFA per l'Associació Eslovaca de Futbol, entrant a la ronda 1.[54]
3. ↑  Malta (MLT): La Primera Divisió Femenina Maltesa 2020–21 es va abandonar a causa de la pandèmia de la COVID-19 a Malta. El millor classificat de la lliga en el moment de l'abandonament, el Birkirkara, va ser seleccionat per jugar a la UEFA Women's Champions League 2021-22 per l'Associació Maltesa de Futbol, entrant a la ronda 1.[59]

## Programa
El calendari de la competició és el següent.
| Fase              | Ronda           | Data del sorteig       | Primer partit                                  | Segon partit                                             |
| ----------------- | --------------- | ---------------------- | ---------------------------------------------- | -------------------------------------------------------- |
| Qualificació      | Primera ronda   | 2 de juliol de 2021    | 17-18 d'agost de 2021 (semifinals)             | 20-21 d'agost de 2021 (play-off del tercer lloc i final) |
| Qualificació      | Segona ronda    | 22 d'agost de 2021     | 31 d'agost - 1 de setembre de 2021             | 8-9 de setembre de 2021                                  |
| Fase de grups     | Jornada 1       | 13 de setembre de 2021 | 5-6 d'octubre de 2021                          | 5-6 d'octubre de 2021                                    |
| Fase de grups     | Jornada 2       | 13 de setembre de 2021 | 13-14 d'octubre de 2021                        | 13-14 d'octubre de 2021                                  |
| Fase de grups     | Jornada 3       | 13 de setembre de 2021 | 9-10 de novembre de 2021                       | 9-10 de novembre de 2021                                 |
| Fase de grups     | Jornada 4       | 13 de setembre de 2021 | 17-18 de novembre de 2021                      | 17-18 de novembre de 2021                                |
| Fase de grups     | Jornada 5       | 13 de setembre de 2021 | 8-9 de desembre de 2021                        | 8-9 de desembre de 2021                                  |
| Fase de grups     | Jornada 6       | 13 de setembre de 2021 | 15-16 de desembre de 2021                      | 15-16 de desembre de 2021                                |
| Fase eliminatòria | Quarts de final | 20 de desembre de 2021 | 22-23 de març de 2022                          | 30-31 de març de 2022                                    |
| Fase eliminatòria | Semifinals      | 20 de desembre de 2021 | 23-24 d'abril de 2022                          | 30 d'abril - 1 de maig de 2022                           |
| Fase eliminatòria | Final           | 20 de desembre de 2021 | 21 de maig de 2022 al Juventus Stadium de Torí | 21 de maig de 2022 al Juventus Stadium de Torí           |

## Fases classificatòries
Els campions de les associacions de menys classificació s'haurien jugat una ronda preliminar que consistiria en partits a doble partit a casa i a fora si més de 50 associacions haguessin participat al torneig i el defensor del títol no s'hagués classificat a través de la seva posició a la lliga. Com que només es van presentar 50 associacions, aquesta ronda es va saltar.

### Ronda 1

#### Camí de Campions
Torneig 1
|  | Semifinals           | Semifinals |                      |   | Final | Final |
|  |                      |            |                      |   |       |       |
|  | 18 agost             |            |                      |   |       |       |
|  |                      |            |                      |   |       |       |
|  | Gintra Universitetas | 2          |                      |   |       |       |
|  | Gintra Universitetas | 2          | 21 agost             |   |       |       |
|  | Flora                | 0          |                      |   |       |       |
|  | Flora                | 0          | Gintra Universitetas | 1 |       |       |
|  | 18 agost             |            | Gintra Universitetas | 1 |       |       |
|  |                      | Breiðablik | 8                    |   |       |       |
|  | Breiðablik           | Breiðablik | 8                    | 7 |       |       |
|  | Breiðablik           |            |                      | 7 |       |       |
|  | KÍ                   | 0          |                      |   |       |       |
|  | KÍ                   | 0          | Tercer lloc          |   |       |       |
|  |                      |            |                      |   |       |       |
|  | 21 agost             |            |                      |   |       |       |
|  |                      |            |                      |   |       |       |
|  | KÍ                   | 0          |                      |   |       |       |
|  | KÍ                   | 0          |                      |   |       |       |
|  | Flora                | 1          |                      |   |       |       |

Torneig 2
|  | Semifinals               | Semifinals   |               |   | Final | Final |
|  |                          |              |               |   |       |       |
|  | 18 agost                 |              |               |   |       |       |
|  |                          |              |               |   |       |       |
|  | BIIK Kazygurt            | 4            |               |   |       |       |
|  | BIIK Kazygurt            | 4            | 21 agost      |   |       |       |
|  | Slovan Bratislava        | 0            |               |   |       |       |
|  | Slovan Bratislava        | 0            | BIIK Kazygurt | 0 |       |       |
|  | 18 agost                 |              | BIIK Kazygurt | 0 |       |       |
|  |                          | Glasgow City | 1             |   |       |       |
|  | Glasgow City             | Glasgow City | 1             | 3 |       |       |
|  | Glasgow City             |              |               | 3 |       |       |
|  | Birkirkara               | 0            |               |   |       |       |
|  | Birkirkara               | 0            | Tercer lloc   |   |       |       |
|  |                          |              |               |   |       |       |
|  | 21 agost                 |              |               |   |       |       |
|  |                          |              |               |   |       |       |
|  | Slovan Bratislava (prò.) | 1            |               |   |       |       |
|  | Slovan Bratislava (prò.) | 1            |               |   |       |       |
|  | Birkirkara               | 0            |               |   |       |       |

Torneig 3
|  | Semifinals        | Semifinals |             |   | Final | Final |
|  |                   |            |             |   |       |       |
|  | 18 agost          |            |             |   |       |       |
|  |                   |            |             |   |       |       |
|  | Anderlecht        | 3          |             |   |       |       |
|  | Anderlecht        | 3          | 21 agost    |   |       |       |
|  | Hayasa            | 0          |             |   |       |       |
|  | Hayasa            | 0          | Anderlecht  | 0 |       |       |
|  | 18 agost          |            | Anderlecht  | 0 |       |       |
|  |                   | Osijek     | 1           |   |       |       |
|  | Osijek            | Osijek     | 1           | 5 |       |       |
|  | Osijek            |            |             | 5 |       |       |
|  | Breznica Pljevlja | 0          |             |   |       |       |
|  | Breznica Pljevlja | 0          | Tercer lloc |   |       |       |
|  |                   |            |             |   |       |       |
|  | 21 agost          |            |             |   |       |       |
|  |                   |            |             |   |       |       |
|  | Breznica Pljevlja | 3          |             |   |       |       |
|  | Breznica Pljevlja | 3          |             |   |       |       |
|  | Hayasa            | 2          |             |   |       |       |

Torneig 4
|  | Semifinals           | Semifinals |             |   | Final | Final |
|  |                      |            |             |   |       |       |
|  | 18 agost             |            |             |   |       |       |
|  |                      |            |             |   |       |       |
|  | Benfica              | 4          |             |   |       |       |
|  | Benfica              | 4          | 21 agost    |   |       |       |
|  | Kiryat Gat           | 0          |             |   |       |       |
|  | Kiryat Gat           | 0          | Benfica     | 7 |       |       |
|  | 18 agost             |            | Benfica     | 7 |       |       |
|  |                      | Racing FC  | 0           |   |       |       |
|  | SFK 2000             | Racing FC  | 0           | 0 |       |       |
|  | SFK 2000             |            |             | 0 |       |       |
|  | Racing FC            | 1          |             |   |       |       |
|  | Racing FC            | 1          | Tercer lloc |   |       |       |
|  |                      |            |             |   |       |       |
|  | 21 agost             |            |             |   |       |       |
|  |                      |            |             |   |       |       |
|  | SFK 2000 (prò.) (p.) | 1 (4)      |             |   |       |       |
|  | SFK 2000 (prò.) (p.) | 1 (4)      |             |   |       |       |
|  | Kiryat Gat           | 1 (2)      |             |   |       |       |

Torneig 5
|  | Semifinals       | Semifinals   |                  |   | Final | Final |
|  |                  |              |                  |   |       |       |
|  | 18 agost         |              |                  |   |       |       |
|  |                  |              |                  |   |       |       |
|  | Servette Chênois | 1            |                  |   |       |       |
|  | Servette Chênois | 1            | 21 agost         |   |       |       |
|  | Glentoran        | 0            |                  |   |       |       |
|  | Glentoran        | 0            | Servette Chênois | 1 |       |       |
|  | 18 agost         |              | Servette Chênois | 1 |       |       |
|  |                  | Åland United | 0                |   |       |       |
|  | Olimpia Cluj     | Åland United | 0                | 0 |       |       |
|  | Olimpia Cluj     |              |                  | 0 |       |       |
|  | Åland United     | 4            |                  |   |       |       |
|  | Åland United     | 4            | Tercer lloc      |   |       |       |
|  |                  |              |                  |   |       |       |
|  | 21 agost         |              |                  |   |       |       |
|  |                  |              |                  |   |       |       |
|  | Olimpia Cluj     | 0            |                  |   |       |       |
|  | Olimpia Cluj     | 0            |                  |   |       |       |
|  | Glentoran        | 2            |                  |   |       |       |

Torneig 6
|  | Semifinals              | Semifinals  |                  |   | Final | Final |
|  |                         |             |                  |   |       |       |
|  | 18 agost                |             |                  |   |       |       |
|  |                         |             |                  |   |       |       |
|  | Apollon Limassol (prò.) | 2           |                  |   |       |       |
|  | Apollon Limassol (prò.) | 2           | 21 agost         |   |       |       |
|  | Dinamo-BGU Minsk        | 0           |                  |   |       |       |
|  | Dinamo-BGU Minsk        | 0           | Apollon Limassol | 2 |       |       |
|  | 18 agost                |             | Apollon Limassol | 2 |       |       |
|  |                         | CSKA Moscow | 1                |   |       |       |
|  | CSKA Moscou (prò.)      | CSKA Moscow | 1                | 4 |       |       |
|  | CSKA Moscou (prò.)      |             |                  | 4 |       |       |
|  | Swansea City            | 1           |                  |   |       |       |
|  | Swansea City            | 1           | Tercer lloc      |   |       |       |
|  |                         |             |                  |   |       |       |
|  | 21 agost                |             |                  |   |       |       |
|  |                         |             |                  |   |       |       |
|  | Dinamo-BGU Minsk        | 2           |                  |   |       |       |
|  | Dinamo-BGU Minsk        | 2           |                  |   |       |       |
|  | Swansea City            | 0           |                  |   |       |       |

Torneig 7
|  | Semifinals          | Semifinals |             |   | Final | Final |
|  |                     |            |             |   |       |       |
|  | 18 agost            |            |             |   |       |       |
|  |                     |            |             |   |       |       |
|  | Vålerenga           | 5          |             |   |       |       |
|  | Vålerenga           | 5          | 21 agost    |   |       |       |
|  | Mitrovica           | 0          |             |   |       |       |
|  | Mitrovica           | 0          | Vålerenga   | 2 |       |       |
|  | 18 agost            |            | Vålerenga   | 2 |       |       |
|  |                     | PAOK       | 0           |   |       |       |
|  | PAOK                | PAOK       | 0           | 6 |       |       |
|  | PAOK                |            |             | 6 |       |       |
|  | Agarista Anenii Noi | 0          |             |   |       |       |
|  | Agarista Anenii Noi | 0          | Tercer lloc |   |       |       |
|  |                     |            |             |   |       |       |
|  | 21 agost            |            |             |   |       |       |
|  |                     |            |             |   |       |       |
|  | Mitrovica           | 3          |             |   |       |       |
|  | Mitrovica           | 3          |             |   |       |       |
|  | Agarista Anenii Noi | 0          |             |   |       |       |

Torneig 8
|  | Semifinals    | Semifinals |             |    | Final | Final |
|  |               |            |             |    |       |       |
|  | 18 August     |            |             |    |       |       |
|  |               |            |             |    |       |       |
|  | St. Pölten    | 7          |             |    |       |       |
|  | St. Pölten    | 7          | 21 August   |    |       |       |
|  | Beşiktaş      | 0          |             |    |       |       |
|  | Beşiktaş      | 0          | St. Pölten  | 1  |       |       |
|  | 18 August     |            | St. Pölten  | 1  |       |       |
|  |               | Juventus   | 4           |    |       |       |
|  | Juventus      | Juventus   | 4           | 12 |       |       |
|  | Juventus      |            |             | 12 |       |       |
|  | Kamenica Sasa | 0          |             |    |       |       |
|  | Kamenica Sasa | 0          | Tercer lloc |    |       |       |
|  |               |            |             |    |       |       |
|  | 21 August     |            |             |    |       |       |
|  |               |            |             |    |       |       |
|  | Beşiktaş      | 4          |             |    |       |       |
|  | Beşiktaş      | 4          |             |    |       |       |
|  | Kamenica Sasa | 0          |             |    |       |       |

Torneig 9
|  | Semifinals             | Semifinals       |               |   | Final | Final |
|  |                        |                  |               |   |       |       |
|  | 18 agost               |                  |               |   |       |       |
|  |                        |                  |               |   |       |       |
|  | Twente                 | 9                |               |   |       |       |
|  | Twente                 | 9                | 21 agost      |   |       |       |
|  | Tbilisi Nike           | 0                |               |   |       |       |
|  | Tbilisi Nike           | 0                | Twente (prò.) | 5 |       |       |
|  | 18 agost               |                  | Twente (prò.) | 5 |       |       |
|  |                        | Spartak Subotica | 3             |   |       |       |
|  | Spartak Subotica       | Spartak Subotica | 3             | 5 |       |       |
|  | Spartak Subotica       |                  |               | 5 |       |       |
|  | Peamount United        | 2                |               |   |       |       |
|  | Peamount United        | 2                | Tercer lloc   |   |       |       |
|  |                        |                  |               |   |       |       |
|  | 21 agost               |                  |               |   |       |       |
|  |                        |                  |               |   |       |       |
|  | Peamount United (awd.) | 3                |               |   |       |       |
|  | Peamount United (awd.) | 3                |               |   |       |       |
|  | Tbilisi Nike           | 0                |               |   |       |       |

Torneig 10
|  | Semifinals          | Semifinals |                     |   | Final | Final |
|  |                     |            |                     |   |       |       |
|  | 18 agost            |            |                     |   |       |       |
|  |                     |            |                     |   |       |       |
|  | Zhytlobud-1 Kharkiv | 5          |                     |   |       |       |
|  | Zhytlobud-1 Kharkiv | 5          | 21 agost            |   |       |       |
|  | NSA Sofia           | 1          |                     |   |       |       |
|  | NSA Sofia           | 1          | Zhytlobud-1 Kharkiv | 4 |       |       |
|  | 18 agost            |            | Zhytlobud-1 Kharkiv | 4 |       |       |
|  |                     | Pomurje    | 1                   |   |       |       |
|  | Pomurje             | Pomurje    | 1                   | 6 |       |       |
|  | Pomurje             |            |                     | 6 |       |       |
|  | Rīgas FS            | 1          |                     |   |       |       |
|  | Rīgas FS            | 1          | Tercer lloc         |   |       |       |
|  |                     |            |                     |   |       |       |
|  | 21 agost            |            |                     |   |       |       |
|  |                     |            |                     |   |       |       |
|  | NSA Sofia           | 2          |                     |   |       |       |
|  | NSA Sofia           | 2          |                     |   |       |       |
|  | Rīgas FS            | 1          |                     |   |       |       |

Torneig 11
|  | Semifinals           | Semifinals |             |       | Final | Final |
|  |                      |            |             |       |       |       |
|  |                      |            |             |       |       |       |
|  |                      |            |             |       |       |       |
|  |                      |            |             |       |       |       |
|  | 20 agost             |            |             |       |       |       |
|  |                      |            |             |       |       |       |
|  | Vllaznia (prò.) (p.) | 0 (3)      |             |       |       |       |
|  | Vllaznia (prò.) (p.) | 0 (3)      | 17 agost    |       |       |       |
|  |                      |            | Ferencváros | 0 (1) |       |       |
|  | Ferencváros          | 2          | Ferencváros | 0 (1) |       |       |
|  | Ferencváros          | 2          |             |       |       |       |
|  | Czarni Sosnowiec     | 1          |             |       |       |       |
|  | Czarni Sosnowiec     | 1          |             |       |       |       |

#### Camí de la Lliga
Torneig 1
|  | Semifinals       | Semifinals |                  |   | Final | Final |
|  |                  |            |                  |   |       |       |
|  | 17 agost         |            |                  |   |       |       |
|  |                  |            |                  |   |       |       |
|  | 1899 Hoffenheim] | 1          |                  |   |       |       |
|  | 1899 Hoffenheim] | 1          | 20 agost         |   |       |       |
|  | Valur            | 0          |                  |   |       |       |
|  | Valur            | 0          | 1899 Hoffenheim] | 2 |       |       |
|  | 17 agost         |            | 1899 Hoffenheim] | 2 |       |       |
|  |                  | Milan      | 0                |   |       |       |
|  | Zürich           | Milan      | 0                | 1 |       |       |
|  | Zürich           |            |                  | 1 |       |       |
|  | Milan            | 2          |                  |   |       |       |
|  | Milan            | 2          | Tercer lloc      |   |       |       |
|  |                  |            |                  |   |       |       |
|  | 20 agost         |            |                  |   |       |       |
|  |                  |            |                  |   |       |       |
|  | Zürich           | 1          |                  |   |       |       |
|  | Zürich           | 1          |                  |   |       |       |
|  | Valur            | 3          |                  |   |       |       |

Torneig 2
|  | Semifinals   | Semifinals   |             |   | Final | Final |
|  |              |              |             |   |       |       |
|  | 18 agost     |              |             |   |       |       |
|  |              |              |             |   |       |       |
|  | Bordeaux     | 2            |             |   |       |       |
|  | Bordeaux     | 2            | 21 agost    |   |       |       |
|  | Slovácko     | 1            |             |   |       |       |
|  | Slovácko     | 1            | Bordeaux    | 3 |       |       |
|  | 18 agost     |              | Bordeaux    | 3 |       |       |
|  |              | Kristianstad | 1           |   |       |       |
|  | Brøndby IF   | Kristianstad | 1           | 0 |       |       |
|  | Brøndby IF   |              |             | 0 |       |       |
|  | Kristianstad | 1            |             |   |       |       |
|  | Kristianstad | 1            | Tercer lloc |   |       |       |
|  |              |              |             |   |       |       |
|  | 21 agost     |              |             |   |       |       |
|  |              |              |             |   |       |       |
|  | Brøndby IF   | 2            |             |   |       |       |
|  | Brøndby IF   | 2            |             |   |       |       |
|  | Slovácko     | 1            |             |   |       |       |

Torneig 3
|  | Semifinals      | Semifinals |                |   | Final | Final |
|  |                 |            |                |   |       |       |
|  | 18 agost        |            |                |   |       |       |
|  |                 |            |                |   |       |       |
|  | Llevant         | 2          |                |   |       |       |
|  | Llevant         | 2          | 21 agost       |   |       |       |
|  | Celtic          | 1          |                |   |       |       |
|  | Celtic          | 1          | Llevant (prò.) | 4 |       |       |
|  | 18 agost        |            | Llevant (prò.) | 4 |       |       |
|  |                 | Rosenborg  | 3              |   |       |       |
|  | FC Minsk        | Rosenborg  | 3              | 1 |       |       |
|  | FC Minsk        |            |                | 1 |       |       |
|  | Rosenborg       | 2          |                |   |       |       |
|  | Rosenborg       | 2          | Tercer lloc    |   |       |       |
|  |                 |            |                |   |       |       |
|  | 21 agost        |            |                |   |       |       |
|  |                 |            |                |   |       |       |
|  | FC Minsk (prò.) | 3          |                |   |       |       |
|  | FC Minsk (prò.) | 3          |                |   |       |       |
|  | Celtic          | 2          |                |   |       |       |

Torneig 4
|  | Semifinals       | Semifinals |             |   | Final | Final |
|  |                  |            |             |   |       |       |
|  | 18 agost         |            |             |   |       |       |
|  |                  |            |             |   |       |       |
|  | Arsenal          | 4          |             |   |       |       |
|  | Arsenal          | 4          | 21 agost    |   |       |       |
|  | Okzhetpes        | 0          |             |   |       |       |
|  | Okzhetpes        | 0          | Arsenal     | 3 |       |       |
|  | 18 agost         |            | Arsenal     | 3 |       |       |
|  |                  | PSV        | 1           |   |       |       |
|  | PSV              | PSV        | 1           | 3 |       |       |
|  | PSV              |            |             | 3 |       |       |
|  | Lokomotiv Moscou | 1          |             |   |       |       |
|  | Lokomotiv Moscou | 1          | Tercer lloc |   |       |       |
|  |                  |            |             |   |       |       |
|  | 21 agost         |            |             |   |       |       |
|  |                  |            |             |   |       |       |
|  | Okzhetpes        | 0          |             |   |       |       |
|  | Okzhetpes        | 0          |             |   |       |       |
|  | Lokomotiv Moscou | 4          |             |   |       |       |

### Ronda 2
Els partits d'anada es van jugar els dies 31 d'agost i 1 de setembre, i els de tornada els dies 8 i 9 de setembre de 2021.
Els guanyadors de les eliminatòries passen a la fase de grups.
| Equip 1          | Global | Equip 2             | Anada | Tornada |
| ---------------- | ------ | ------------------- | ----- | ------- |
| Sparta Prague    | 0–3    | Køge                | 0–1   | 0–2     |
| Osijek           | 1–4    | Breiðablik          | 1–1   | 0–3     |
| Vllaznia         | 0–3    | Juventus            | 0–2   | 0–1     |
| Twente           | 1–5    | Benfica             | 1–1   | 0–4     |
| Apollon Limassol | 2–5    | Zhytlobud-1 Kharkiv | 1–2   | 1–3     |
| Servette Chênois | 3–2    | Glasgow City        | 1–1   | 2–1     |
| Vålerenga        | 3–6    | BK Häcken           | 1–3   | 2–3     |

| Equip 1       | Global      | Equip 2         | Anada | Tornada    |
| ------------- | ----------- | --------------- | ----- | ---------- |
| Llevant       | 2–4         | Lyon            | 1–2   | 1–2        |
| Arsenal       | 7–0         | Slavia Prague   | 3–0   | 4–0        |
| Reial Madrid  | 2–1         | Manchester City | 1–1   | 1–0        |
| VfL Wolfsburg | 5–5 (3–0 p) | Bordeaux        | 3–2   | 2–3 (prò.) |
| Rosengård     | 3–6         | 1899 Hoffenheim | 0–3   | 3–3        |

## Fase de grups

### Format
A cada grup, els equips es van enfrontar a casa i a fora en un sistema de tots contra tots. Els dos primers equips de cada grup van passar a la ronda de quarts de final.
Els equips es classifiquen segons els punts (obtenint 3 punts per victòria, 1 punt per empat, 0 punts per derrota). Si dos o més equips estan empatats a punts, s'apliquen els següents criteris de desempat, en l'ordre indicat, per determinar la classificació (vegeu l'article 18 Igualtat de punts – fase de grups, Reglament de la UEFA Women's Champions League):
1. Punts en duels directes entre els equips empatats;
2. Diferència de gols en duels directes entre els equips empatats;
3. Gols marcats en duels directes entre els equips empatats;
4. Si més de dos equips estaven empatats, i després d'aplicar tots els criteris en duels directes anteriors, un subconjunt d'equips encara està empatat, tots els criteris d'enfrontaments anteriors es tornen a aplicar exclusivament a aquest subconjunt d'equips;
5. Diferència de gols en tots els partits del grup;
6. Gols marcats en tots els partits del grup;
7. Gols marcats com a visitant en tots els partits del grup;
8. Victòries en tots els partits del grup;
9. Victòries com a visitant en tots els partits del grup;
10. Punts disciplinaris (targeta vermella directa = 3 punts; targeta groga doble = 3 punts; targeta groga única = 1 punt);
11. Coeficient de clubs de la UEFA.

A causa de l'abolició de la Regla dels gols en camp contrari, els gols fora de casa en duels directes ja no s'apliquen com a desempat. No obstant això, els gols totals com a visitant segueixen aplicant-se com a desempat.
El sorteig de la fase de grups es va celebrar el 13 de setembre de 2021, a les 13:00 CEST, a Nyon. Els 16 equips es van dividir en quatre grups de quatre. Per al sorteig, els equips es van classificar en quatre pots, cadascun de quatre equips, basant-se en els principis següents:
- El pot 1 contenia els quatre participants directes, és a dir, els campions de la Lliga de Campions i els campions de les tres primeres associacions en funció dels seus coeficients UEFA.[8]
- Els pot 2, 3 i 4 contenien els equips restants, classificats en funció dels seus coeficients UEFA.[12]

Els equips d'una mateixa associació no es podien incloure en el mateix grup. Abans del sorteig, la UEFA va formar una parella d'equips per a associacions amb dos o tres equips en funció de l'audiència televisiva, on un equip va ser classificat als grups A–B i un altre equip als grups C–D, de manera que els dos equips jugaven en diferents dies. A clubs de països amb condicions hivernals severes (Suècia, Islàndia) se'ls va assignar una posició al seu grup que els fes jugar fora la jornada 6.
Els partits es juguen del 5 al 6 d'octubre, del 13 al 14 d'octubre, del 9 al 10 de novembre, del 17 al 18 de novembre, del 8 al 9 de desembre i del 15 al 16 de desembre de 2021. Els dos primers equips de cada grup passen a quarts de final.
El Køge, el 1899 Hoffenheim i el Reial Madrid juguen per primera vegada aquesta temporada en una competició europea.

### Grup A
| Pos | Equip            | PJ | PG | PE | PP | GF | GC | DG  | Pts | Classificació             |     | WOL | JUV | CHE | Servette Chênois |
| --- | ---------------- | -- | -- | -- | -- | -- | -- | --- | --- | ------------------------- | --- | --- | --- | --- | ---------------- |
| 1   | VfL Wolfsburg    | 6  | 3  | 2  | 1  | 17 | 7  | +10 | 11  | Avancen a Quarts de final |     | —   | 0–2 | 4–0 | 5–0              |
| 2   | Juventus         | 6  | 3  | 2  | 1  | 12 | 4  | +8  | 11  | Avancen a Quarts de final |     | 2–2 | —   | 1–2 | 4–0              |
| 3   | Chelsea          | 6  | 3  | 2  | 1  | 13 | 8  | +5  | 11  |                           |     | 3–3 | 0–0 | —   | 1–0              |
| 4   | Servette Chênois | 6  | 0  | 0  | 6  | 0  | 23 | −23 | 0   |                           | 0–3 | 0–3 | 0–7 | —   |                  |

1. ↑  Punts en duels directes: Wolfsburg 5, Juventus 5, Chelsea 5. Diferència de gols en duels directes: Wolfsburg +2, Juventus +1, Chelsea −3.

| Servette Chênois | 0–3     | Juventus                              |
| ---------------- | ------- | ------------------------------------- |
|                  | Informe | Caruso 36' · Hurtig 65' · Cernoia 71' |

| Chelsea                               | 3–3     | VfL Wolfsburg                  |
| ------------------------------------- | ------- | ------------------------------ |
| Kerr 12' · England 51' · Harder 90+2' | Informe | * Waßmuth 18', 48' - Roord 34' |

| VfL Wolfsburg                                         | 5–0     | Servette Chênois |
| ----------------------------------------------------- | ------- | ---------------- |
| Huth 18' · Waßmuth 26', 43' · Janssen 51' · Smits 68' | Informe |                  |

| Juventus       | 1–2     | Chelsea                   |
| -------------- | ------- | ------------------------- |
| * Bonansea 37' | Informe | Cuthbert 31' · Harder 69' |

| Servette Chênois | 0–7     | Chelsea                                                                |
| ---------------- | ------- | ---------------------------------------------------------------------- |
|                  | Informe | Leupolz 8' · Kirby 16', 26' · Kerr 18', 20' · Fleming 38' · Reiten 50' |

| Juventus           | 2–2     | VfL Wolfsburg              |
| ------------------ | ------- | -------------------------- |
| Girelli 22', 90+1' | Informe | Lattwein 25' · Waßmuth 65' |

| VfL Wolfsburg | 0–2     | Juventus                             |
| ------------- | ------- | ------------------------------------ |
|               | Informe | Hendrich 53' (p.p.) · Stašková 90+3' |

| Chelsea  | 1–0     | Servette Chênois |
| -------- | ------- | ---------------- |
| Kerr 67' | Informe |                  |

| Servette Chênois | 0–3     | VfL Wolfsburg                                  |
| ---------------- | ------- | ---------------------------------------------- |
|                  | Informe | Pereira 21' (p.p.) · Roord 84' · Waßmuth 90+3' |

| Chelsea | 0–0     | Juventus |
| ------- | ------- | -------- |
|         | Informe |          |

| VfL Wolfsburg                    | 4–0     | Chelsea |
| -------------------------------- | ------- | ------- |
| Huth 16', 23' · Waßmuth 60', 78' | Informe |         |

| Juventus                                                     | 4–0     | Servette Chênois |
| ------------------------------------------------------------ | ------- | ---------------- |
| Hurtig 12' · Girelli 20' (pen.), 64' (pen.) · Bonfantini 90' | Informe |                  |

### Grup B
| Pos | Equip               | PJ | PG | PE | PP | GF | GC | DG  | Pts | Classificació             |     | PSG | RMA | Zhytlobud-1 Kharkiv | BRE |
| --- | ------------------- | -- | -- | -- | -- | -- | -- | --- | --- | ------------------------- | --- | --- | --- | ------------------- | --- |
| 1   | Paris Saint-Germain | 6  | 6  | 0  | 0  | 25 | 0  | +25 | 18  | Avancen a Quarts de final |     | —   | 4–0 | 5–0                 | 6–0 |
| 2   | Real Madrid         | 6  | 4  | 0  | 2  | 12 | 6  | +6  | 12  | Avancen a Quarts de final |     | 0–2 | —   | 3–0                 | 5–0 |
| 3   | Zhytlobud-1 Kharkiv | 6  | 1  | 1  | 4  | 2  | 15 | −13 | 4   |                           |     | 0–6 | 0–1 | —                   | 0–0 |
| 4   | Breiðablik          | 6  | 0  | 1  | 5  | 0  | 18 | −18 | 1   |                           | 0–2 | 0–3 | 0–2 | —                   |     |

| Zhytlobud-1 Kharkiv | 0–1     | Reial Madrid |
| ------------------- | ------- | ------------ |
|                     | Informe | Navarro 34'  |

| Breiðablik | 0–2     | Paris Saint-Germain      |
| ---------- | ------- | ------------------------ |
|            | Informe | Khelifi 17' · Geyoro 89' |

| Paris Saint-Germain                             | 5–0     | Zhytlobud-1 Kharkiv |
| ----------------------------------------------- | ------- | ------------------- |
| Huitema 25', 32', 42' · Dudek 59' · Khelifi 88' | Informe |                     |

| Reial Madrid                                    | 5–0     | Breiðablik |
| ----------------------------------------------- | ------- | ---------- |
| Møller 6', 20', 43' · Carmona 48' · Navarro 89' | Informe |            |

| Zhytlobud-1 Kharkiv | 0–0     | Breiðablik |
| ------------------- | ------- | ---------- |
|                     | Informe |            |

| Paris Saint-Germain                               | 4–0     | Reial Madrid |
| ------------------------------------------------- | ------- | ------------ |
| Katoto 13', 54' · Däbritz 41' · Gálvez 65' (p.p.) | Informe |              |

| Breiðablik | 0–2     | Zhytlobud-1 Kharkiv          |
| ---------- | ------- | ---------------------------- |
|            | Informe | Shevchuk 42' · Ovdiychuk 74' |

| Reial Madrid | 0–2     | Paris Saint-Germain        |
| ------------ | ------- | -------------------------- |
|              | Informe | Katoto 33' · Karchaoui 70' |

| Zhytlobud-1 Kharkiv | 0–6     | Paris Saint-Germain                                                        |
| ------------------- | ------- | -------------------------------------------------------------------------- |
|                     | Informe | Huitema 15' · Bachmann 21', 40' · Baltimore 37' · Fazer 44' · Ilestedt 54' |

| Breiðablik | 0–3     | Reial Madrid                          |
| ---------- | ------- | ------------------------------------- |
|            | Informe | Asllani 10', 40' (pen.) · Zornoza 82' |

| Paris Saint-Germain                                                       | 6–0     | Breiðablik |
| ------------------------------------------------------------------------- | ------- | ---------- |
| Bachmann 10' · Huitema 45', 90+4' · Diani 60' · Baltimore 69' · Luana 86' | Informe |            |

| Reial Madrid                          | 3–0     | Zhytlobud-1 Kharkiv |
| ------------------------------------- | ------- | ------------------- |
| Peter 19' · Oroz 41' · González 90+2' | Informe |                     |

### Grup C
| Pos | Equip           | PJ | PG | PE | PP | GF | GC | DG  | Pts | Classificació             |     | BAR | ARS | HOF | KOG |
| --- | --------------- | -- | -- | -- | -- | -- | -- | --- | --- | ------------------------- | --- | --- | --- | --- | --- |
| 1   | Barcelona       | 6  | 6  | 0  | 0  | 24 | 1  | +23 | 18  | Avancen a Quarts de final |     | —   | 4–1 | 4–0 | 5–0 |
| 2   | Arsenal         | 6  | 3  | 0  | 3  | 14 | 13 | +1  | 9   | Avancen a Quarts de final |     | 0–4 | —   | 4–0 | 3–0 |
| 3   | 1899 Hoffenheim | 6  | 3  | 0  | 3  | 11 | 15 | −4  | 9   |                           |     | 0–5 | 4–1 | —   | 5–0 |
| 4   | Køge            | 6  | 0  | 0  | 6  | 2  | 22 | −20 | 0   |                           | 0–2 | 1–5 | 1–2 | —   |     |

1. ↑  Punts en duels directes: Arsenal 3, 1899 Hoffenheim 3. Diferències de gols en duels directes: Arsenal +1, 1899 Hoffenheim −1.

| 1899 Hoffenheim                                                 | 5–0     | Køge |
| --------------------------------------------------------------- | ------- | ---- |
| Naschenweng 18' · Billa 47' · Bühler 61' · De Caigny 63', 90+3' | Informe |      |

| Barcelona                                            | 4–1     | Arsenal    |
| ---------------------------------------------------- | ------- | ---------- |
| Mariona 31' · Alexia 42' · Oshoala 47' · Martens 84' | Informe | Maanum 74' |

| Køge | 0–2     | Barcelona                           |
| ---- | ------- | ----------------------------------- |
|      | Informe | Rolfö 63' · J. Hermoso 90+5' (pen.) |

| Arsenal                                                        | 4–0     | 1899 Hoffenheim |
| -------------------------------------------------------------- | ------- | --------------- |
| Little 21' (pen.) · Heath 45+2' · Miedema 52' · Williamson 86' | Informe |                 |

| Køge        | 1–5     | Arsenal                                                      |
| ----------- | ------- | ------------------------------------------------------------ |
| Pokorny 71' | Informe | Catley 27' · Parris 62' · Foord 69' · Patten 85' · Nobbs 89' |

| Barcelona                                   | 4–0     | 1899 Hoffenheim |
| ------------------------------------------- | ------- | --------------- |
| J. Hermoso 5' · Alexia 19', 33' · Marta 74' | Informe |                 |

| 1899 Hoffenheim | 0–5     | Barcelona                                                                     |
| --------------- | ------- | ----------------------------------------------------------------------------- |
|                 | Informe | Alexia 41' (pen.) · Paredes 53' · Aitana 57' · Marta 89' · Crnogorčević 90+2' |

| Arsenal                                  | 3–0     | Køge |
| ---------------------------------------- | ------- | ---- |
| Foord 16' · Wubben-Moy 83' · Miedema 88' | Informe |      |

| Køge      | 1–2     | 1899 Hoffenheim              |
| --------- | ------- | ---------------------------- |
| Carusa 9' | Informe | Billa 27' (pen.), 38' (pen.) |

| Arsenal | 0–4     | Barcelona                                      |
| ------- | ------- | ---------------------------------------------- |
|         | Informe | Aitana 22' · J. Hermoso 28', 75' · Rolfö 45+2' |

| 1899 Hoffenheim                         | 4–1     | Arsenal                  |
| --------------------------------------- | ------- | ------------------------ |
| Brand 22' · Hagel 55', 57' · Corley 60' | Informe | * Wienroither 38' (p.p.) |

| Barcelona                                                    | 5–0     | Køge |
| ------------------------------------------------------------ | ------- | ---- |
| Leila 10' · Rolfö 29' · Alexia 44' · Engen 65' · Martens 73' | Informe |      |

### Grup D
| Pos | Equip         | PJ | PG | PE | PP | GF | GC | DG  | Pts | Classificació             |     | LYO | BAY | BEN | HAK |
| --- | ------------- | -- | -- | -- | -- | -- | -- | --- | --- | ------------------------- | --- | --- | --- | --- | --- |
| 1   | Lyon          | 6  | 5  | 0  | 1  | 19 | 2  | +17 | 15  | Avancen a Quarts de final |     | —   | 2–1 | 5–0 | 4–0 |
| 2   | Bayern Munich | 6  | 4  | 1  | 1  | 15 | 3  | +12 | 13  | Avancen a Quarts de final |     | 1–0 | —   | 4–0 | 4–0 |
| 3   | Benfica       | 6  | 1  | 1  | 4  | 2  | 16 | −14 | 4   |                           |     | 0–5 | 0–0 | —   | 0–1 |
| 4   | BK Häcken     | 6  | 1  | 0  | 5  | 3  | 18 | −15 | 3   |                           | 0–3 | 1–5 | 1–2 | —   |     |

| BK Häcken | 0–3     | Lyon                                         |
| --------- | ------- | -------------------------------------------- |
|           | Informe | Malard 10' · Macario 48' · Larsen 53' (p.p.) |

| Benfica | 0–0     | Bayern de Múnic |
| ------- | ------- | --------------- |
|         | Informe |                 |

| Bayern de Múnic                                     | 4–0     | BK Häcken |
| --------------------------------------------------- | ------- | --------- |
| Schüller 8', 11' · Dallmann 70' · Damnjanović 90+1' | Informe |           |

| Lyon                                                                  | 5–0     | Benfica |
| --------------------------------------------------------------------- | ------- | ------- |
| Buchanan 29', 63' · Van de Donk 31' · Malard 53' · Macario 56' (pen.) | Informe |         |

| Lyon                   | 2–1     | Bayern de Múnic     |
| ---------------------- | ------- | ------------------- |
| Henry 50' · Cayman 86' | Informe | Buchanan 25' (p.p.) |

| Benfica | 0–1     | BK Häcken            |
| ------- | ------- | -------------------- |
|         | Informe | Rubensson 76' (pen.) |

| BK Häcken            | 1–2     | Benfica                  |
| -------------------- | ------- | ------------------------ |
| Rubensson 74' (pen.) | Informe | Lacasse 3' · Amado 90+2' |

| Bayern de Múnic | 1–0     | Lyon |
| --------------- | ------- | ---- |
| Kumagai 69'     | Informe |      |

| BK Häcken        | 1–5     | Bayern de Múnic                                                    |
| ---------------- | ------- | ------------------------------------------------------------------ |
| Blackstenius 36' | Informe | Asseyi 39' · Damnjanović 45', 55' · Dallmann 73' · Beerensteyn 87' |

| Benfica | 0–5     | Lyon                                                           |
| ------- | ------- | -------------------------------------------------------------- |
|         | Informe | Hegerberg 1', 45+3' · Renard 27' · Mbock Bathy 40' · Bruun 52' |

| Lyon                                                 | 4–0     | BK Häcken |
| ---------------------------------------------------- | ------- | --------- |
| Macario 35' · Hegerberg 52' · Henry 76' · Cayman 79' | Informe |           |

| Bayern de Múnic                                                  | 4–0     | Benfica |
| ---------------------------------------------------------------- | ------- | ------- |
| Vilhjálmsdóttir 26' · Schüller 28' · Gwinn 48' (pen.) · Bühl 49' | Informe |         |

## Fase d'eliminatòries
A la fase eliminatòria, els equips juguen entre ells a doble partit a casa i a fora, excepte la final d'un partit. El mecanisme dels sortejos per a cada ronda és el següent:
- En el sorteig dels quarts de final, els quatre guanyadors del grup van ser cap de sèrie, i els quatre subcampions de grup no ho eren. Els equips cap de sèrie es van sortejar contra els equips que no eren cap de sèrie, amb els equips cap de sèrie acollint el partit de tornada. Els equips d'un mateix grup no es van poder emparellar entre ells.
- També es va fer un sorteig per determinar quin guanyador de la semifinal era designat com a equip "de casa" per a la final (a efectes administratius, ja que es juga en un lloc neutral).

### Quadre
|  | Quarts de final     | Quarts de final     | Quarts de final | Quarts de final |   |           | Semifinals | Semifinals | Semifinals | Semifinals |  |  | Final     | Final |
|  |                     |                     |                 |                 |   |           |            |            |            |            |  |  |           |       |
|  | Reial Madrid        | 1                   | 2               | 3               |   |           |            |            |            |            |  |  |           |       |
|  | Barcelona           | 3                   | 5               | 8               |   |           |            |            |            |            |  |  |           |       |
|  | Barcelona           | 3                   | 5               | 8               |   | Barcelona | 5          | 0          | 5          |            |  |  |           |       |
|  |                     |                     |                 |                 |   | Barcelona | 5          | 0          | 5          |            |  |  |           |       |
|  |                     | VfL Wolfsburg       | 1               | 2               | 3 |           |            |            |            |            |  |  |           |       |
|  | Arsenal             | VfL Wolfsburg       | 1               | 2               | 3 | 1         | 0          | 1          |            |            |  |  |           |       |
|  | Arsenal             |                     |                 |                 |   | 1         | 0          | 1          |            |            |  |  |           |       |
|  | VfL Wolfsburg       | 1                   | 2               | 3               |   |           |            |            |            |            |  |  |           |       |
|  |                     |                     |                 |                 |   |           |            |            |            |            |  |  | Barcelona | 1     |
|  |                     |                     | Lyon            | 3               |   |           |            |            |            |            |  |  |           |       |
|  | Juventus            | 2                   | 1               | 3               |   |           |            |            |            |            |  |  |           |       |
|  | Lyon                | 1                   | 3               | 4               |   |           |            |            |            |            |  |  |           |       |
|  | Lyon                | 1                   | 3               | 4               |   | Lyon      | 3          | 2          | 5          |            |  |  |           |       |
|  |                     |                     |                 |                 |   | Lyon      | 3          | 2          | 5          |            |  |  |           |       |
|  |                     | Paris Saint-Germain | 2               | 1               | 3 |           |            |            |            |            |  |  |           |       |
|  | Bayern de Múnic     | Paris Saint-Germain | 2               | 1               | 3 | 1         | 2          | 3          |            |            |  |  |           |       |
|  | Bayern de Múnic     |                     |                 |                 |   | 1         | 2          | 3          |            |            |  |  |           |       |
|  | Paris Saint-Germain | 2                   | 2               | 4               |   |           |            |            |            |            |  |  |           |       |

### Quarts de final
El sorteig dels quarts de final es va celebrar el 20 de desembre de 2021.
| Equip 1         | Global | Equip 2             | Anada | Tornada   |
| --------------- | ------ | ------------------- | ----- | --------- |
| Bayern de Múnic | 3–4    | Paris Saint-Germain | 1–2   | 2–2 (Pr.) |
| Juventus        | 3–4    | Lyon                | 2–1   | 1–3       |
| Arsenal         | 1–3    | VfL Wolfsburg       | 1–1   | 0–2       |
| Reial Madrid    | 3–8    | Barcelona           | 1–3   | 2–5       |

#### Partits
| Bayern de Múnic | 1–2     | Paris Saint-Germain |
| --------------- | ------- | ------------------- |
| Bühl 84'        | Informe | 20', 71' Katoto     |

| Paris Saint-Germain           | 2–2 (Pròrroga) | Bayern de Múnic            |
| ----------------------------- | -------------- | -------------------------- |
| Baltimore 17' · Bachmann 112' | Informe        | 19' Kumagai · 55' Schüller |

Paris Saint-Germain guanya 4–3 en el global.
| Juventus                     | 2–1     | Lyon       |
| ---------------------------- | ------- | ---------- |
| Girelli 71' · Bonfantini 83' | Informe | 8' Macario |

| Lyon                                     | 3–1     | Juventus     |
| ---------------------------------------- | ------- | ------------ |
| Hegerberg 33' · Malard 35' · Macario 73' | Informe | 84' Stašková |

Lyon guanya 4–3 en el global.
| Arsenal        | 1–1     | VfL Wolfsburg |
| -------------- | ------- | ------------- |
| Wubben-Moy 89' | Informe | 19' Waßmuth   |

| VfL Wolfsburg                    | 2–0     | Arsenal |
| -------------------------------- | ------- | ------- |
| Roord 9' · Williamson 73' (p.p.) | Informe |         |

VfL Wolfsburg guanya 3–1 en el global.
| Reial Madrid | 1–3     | Barcelona                           |
| ------------ | ------- | ----------------------------------- |
| Carmona 8'   | Informe | 53' (pen.), 90+4' Alexia · 81' Pina |

| Barcelona                                                 | 5–2     | Real Madrid                      |
| --------------------------------------------------------- | ------- | -------------------------------- |
| León 8' · Aitana 52' · Pina 55' · Alexia 62' · Hansen 70' | Informe | 16' (pen.) Carmona · 48' Zornoza |

Barcelona guanya 8–3 en el global.

### Semifinal
El sorteig de semifinals es va celebrar el 20 de desembre de 2021 després del de quarts de final.
El partit d'anada es jugarà els dies 22 i 24 d'abril i el de tornada el 30 d'abril i l'1 de maig de 2022.
| Equip 1   | Global | Equip 2             | Anada | Tornada |
| --------- | ------ | ------------------- | ----- | ------- |
| Barcelona | 1      | VfL Wolfsburg       | 5–1   | 30 Apr  |
| Lyon      | 2      | Paris Saint-Germain | 3-2   | 30 Apr  |

#### Partits
| Barcelona                                                        | 5–1     | VfL Wolfsburg |
| ---------------------------------------------------------------- | ------- | ------------- |
| Aitana 3' · Hansen 10' · J. Hermoso 33' · Alexia 38', 85' (pen.) | Informe | 70' Roord     |

| VfL Wolfsburg           | 2–0     | Barcelona |
| ----------------------- | ------- | --------- |
| Waßmuth 47' · Roord 60' | Informe |           |

Barcelona guanya 5–3 en el global
| Lyon                                 | 3–2     | Paris Saint-Germain          |
| ------------------------------------ | ------- | ---------------------------- |
| Renard 23' (pen.) · Macario 34', 50' | Informe | 6' Katoto · 58' (pen.) Dudek |

| Paris Saint-Germain | 1–2     | Lyon                       |
| ------------------- | ------- | -------------------------- |
| Katoto 62'          | Informe | 14' Hegerberg · 83' Renard |

Lyon guanya 5–3 en el global.

### Final
La final es jugarà el 21 de maig de 2022 a l'Juventus Stadium, Torí. El 20 de desembre de 2021 es va fer un sorteig (després dels sortejos de quarts de final i semifinals), per determinar quin guanyador de la semifinal seria designat com a equip "de casa" a efectes administratius.
| Barcelona  | 1-3     | Lyon                                   |
| ---------- | ------- | -------------------------------------- |
| Alèxia 41' | Informe | Henry 6' · Hegerberg 23' · Macario 33' |

| Barcelona | Lyon |

| GK               | 1                | Sandra Paños           |     |     |
| RB               | 8                | Marta Torrejón         |     | 59' |
| CB               | 2                | Irene Paredes          | 85' |     |
| CB               | 4                | Mapi León              | 33' |     |
| LB               | 16               | Fridolina Rolfö        |     | 75' |
| CM               | 14               | Aitana Bonmatí         |     |     |
| CM               | 12               | Patricia Guijarro      |     |     |
| CM               | 11               | Alexia Putellas (c)    |     |     |
| RF               | 7                | Caroline Graham Hansen |     |     |
| CF               | 10               | Jennifer Hermoso       |     | 46' |
| LF               | 9                | Mariona Caldentey      |     | 59' |
| Suplents:        |                  |                        |     |     |
| GK               | 24               | Gemma Font             |     |     |
| GK               | 30               | Meritxell Muñoz        |     |     |
| DF               | 5                | Melanie Serrano        |     |     |
| DF               | 15               | Leila Ouahabi          |     |     |
| DF               | 17               | Andrea Pereira         |     |     |
| MF               | 18               | Ana-Maria Crnogorčević |     | 59' |
| MF               | 22               | Lieke Martens          |     | 59' |
| MF               | 23               | Ingrid Syrstad Engen   |     |     |
| FW               | 6                | Clàudia Pina           |     | 75' |
| FW               | 20               | Asisat Oshoala         |     | 46' |
| Entrenador:      |                  |                        |     |     |
| Jonatan Giráldez | Jonatan Giráldez | Jonatan Giráldez       | 80' |     |

| GK              | 1  | Christiane Endler        |       |     |
| RB              | 12 | Ellie Carpenter          |       | 14' |
| CB              | 3  | Wendie Renard (c)        |       |     |
| CB              | 29 | Griedge Mbock Bathy      |       | 81' |
| LB              | 4  | Selma Bacha              |       |     |
| CM              | 26 | Lindsey Horan            |       |     |
| CM              | 6  | Amandine Henry           |       |     |
| CM              | 13 | Catarina Macario         | 64'   |     |
| RF              | 20 | Delphine Cascarino       |       | 81' |
| CF              | 14 | Ada Hegerberg            | 45+3' |     |
| LF              | 28 | Melvine Malard           |       | 72' |
| Suplents:       |    |                          |       |     |
| GK              | 16 | Sarah Bouhaddi           |       |     |
| GK              | 40 | Emma Holmgren            |       |     |
| DF              | 5  | Perle Morroni            | 90+4' | 81' |
| DF              | 18 | Alice Sombath            |       |     |
| DF              | 21 | Kadeisha Buchanan        |       | 14' |
| DF              | 23 | Janice Cayman            |       | 81' |
| MF              | 8  | Sara Björk Gunnarsdóttir |       |     |
| MF              | 11 | Damaris Egurrola         |       |     |
| MF              | 17 | Daniëlle van de Donk     |       |     |
| FW              | 9  | Eugénie Le Sommer        |       | 72' |
| FW              | 19 | Emelyne Laurent          |       |     |
| FW              | 25 | Inès Benyahia            |       |     |
| Entrenadora:    |    |                          |       |     |
| Sonia Bompastor |    |                          |       |     |

| Jugadora del partit: Amandine Henry (Lyon) Àrbitres assistents: Chrysoula Kourompylia (Grècia) Karolin Kaivoja (Estònia) Quart àrbitre: Jana Adámková (República Txeca) Cinquè àrbitre: Lucie Ratajová (República Txeca) Àrbitre assistent de vídeo: Tiago Martins (Portugal) Assistent de video: João Pinheiro (Portugal) Assistent de suport de video: Paolo Valeri (Itàlia) | Normes del partit - 90 minuts. - 30 minuts de pròrroga si cal. - Llançaments des del punt de penal si es manté l'empat. - Dotze suplents. - Màxim de cinc substitucions, amb una sisena permesa si hi ha pròrroga. |

## Estadístiques
Les estadístiques exclouen les rondes de classificació i la ronda de play-off.

### Màximes golejadores
A 21 maig 2022 
| Classificació | Jugadora                | Equip               | Gols |
| ------------- | ----------------------- | ------------------- | ---- |
| 1             | Alexia Putellas         | Barcelona           | 11   |
| 2             | Tabea Waßmuth           | VfL Wolfsburg       | 10   |
| 3             | Catarina Macario        | Lyon                | 8    |
| 4             | Marie-Antoinette Katoto | Paris Saint-Germain | 7    |
| 5             | Jordyn Huitema          | Paris Saint-Germain | 6    |
| 5             | Ada Hegerberg           | Lyon                | 6    |
| 6             | Cristiana Girelli       | Juventus            | 5    |
| 6             | Jennifer Hermoso        | Barcelona           | 5    |
| 6             | Jill Roord              | VfL Wolfsburg       | 5    |
| 10            | Ramona Bachmann         | Paris Saint-Germain | 4    |
| 10            | Aitana Bonmatí          | Barcelona           | 4    |
| 10            | Sam Kerr                | Chelsea             | 4    |
| 10            | Lea Schüller            | Bayern de Múnic     | 4    |

### Les màximes assistents
A 21 maig 2022 
| Classificació | Jugador                | Equip               | Assistències |
| ------------- | ---------------------- | ------------------- | ------------ |
| 1             | Selma Bacha            | Olympique de Lió    | 8            |
| 2             | Fridolina Rolfö        | Barcelona           | 6            |
| 3             | Kenti Robles           | Reial Madrid        | 4            |
| 3             | Caroline Graham Hansen | Barcelona           | 4            |
| 4             | Ramona Bachmann        | Paris Saint-Germain | 3            |
| 4             | Sandy Baltimore        | Paris Saint-Germain | 3            |
| 4             | Klara Bühl             | Bayern de Múnic     | 3            |
| 4             | Delphine Cascarino     | Olympique Lyonnais  | 3            |
| 4             | Sara Däbritz           | Paris Saint-Germain | 3            |
| 4             | Patri Guijarro         | Barcelona           | 3            |
| 4             | Fran Kirby             | Chelsea             | 3            |
| 4             | Turid Knaak            | VfL Wolfsburg       | 3            |
| 4             | Ashley Lawrence        | Paris Saint-Germain | 3            |
| 4             | Melvine Malard         | Olympique Lyonnais  | 3            |
| 4             | Beth Mead              | Arsenal             | 3            |
| 4             | Lena Oberdorf          | VfL Wolfsburg       | 3            |

### Equip de la temporada
El grup d'estudis tècnics de la UEFA va seleccionar les següents jugadores com onze ideal del torneig.
| Pos. | Jugadora                | Equip               |
| ---- | ----------------------- | ------------------- |
| POR  | Christiane Endler       | Olympique de Lió    |
| DF   | Griedge Mbock Bathy     | Olympique Lyonnais  |
| DF   | Wendie Renard           | Olympique Lyonnais  |
| DF   | Mapi León               | Barcelona           |
| DF   | Selma Bacha             | Olympique Lyonnais  |
| MG   | Aitana Bonmatí          | Barcelona           |
| MG   | Patricia Guijarro       | Barcelona           |
| MG   | Amandine Henry          | Olympique Lyonnais  |
| MG   | Alexia Putellas         | Barcelona           |
| DV   | Ada Hegerberg           | Olympique Lyonnais  |
| DV   | Marie-Antoinette Katoto | Paris Saint-Germain |

### Jugadora de la temporada
- Alexia Putellas ( Barcelona)[100]

### Jugadora jove de la temporada
- Selma Bacha ( Olympique de Lió)[101]